# Doryctes infuscus
Doryctes infuscus är en stekelart som beskrevs av Marsh 1969. Doryctes infuscus ingår i släktet Doryctes och familjen bracksteklar. Inga underarter finns listade i Catalogue of Life.